# ألفريد فور
ألفريد فور هي محطة بحيثة فرنسية دائمة تقع في جزر كروزيت في جنوب المحيط الهندي.